# Władimir Iwanow (piłkarz)
Władimir Iwanow Iwanow (bułg. Владимир Иванов Иванов, ur. 6 lutego 1973 roku w Sofii), bułgarski piłkarz, grający na pozycji prawego obrońcy.
Jest wychowankiem Slawii Sofia. Występował w niej przez sześć lat, a ukoronowaniem jego pobytu w tym klubie było mistrzostwo oraz Puchar kraju zdobyte w sezonie 1995–1996. Iwanow był podstawowym zawodnikiem tamtej drużyny, w dwudziestu ośmiu grach strzelił nawet trzy gole. Niedługo potem przeniósł się do Lewskiego Sofia, gdzie świętował drugi w karierze tytuł mistrzowski. W 1998 roku zdecydował się na wyjazd za granicę, ale roczna przygoda z Borussią Mönchengladbach zakończyła się podwójnym niepowodzeniem: Iwanow ani razu nie wystąpił w spotkaniu ligowym, a klub na koniec rozgrywek zajął ostatnie miejsce w Bundeslidze. Po powrocie do Bułgarii był zawodnikiem Łokomotiwu Sofia, ponownie Lewskiego oraz Łokomotiwu Płowdiw, z którym - w sezonie 2003–2004 - sięgnął po (trzecie w karierze) mistrzostwo kraju. Od 2006 roku grał w Slawii. W jej barwach w wieku trzydziestu sześciu lat zakończył piłkarską karierę.
W reprezentacji Bułgarii zadebiutował w 1996 roku, kiedy zdobywał tytuł mistrzowski w barwach Slawii Sofia. Na kolejne powołanie czekał aż siedem lat. Kilka miesięcy przed Euro 2004 niespodziewanie reprezentacyjną karierę zakończył dotychczasowy podstawowy prawy obrońca Radostin Kisziszew i selekcjoner Płamen Markow w ostatnich sparingach przedturniejowych zmuszony był wypróbować kilku nowych piłkarzy na tę pozycję. W końcu zdecydował się na Iwanowa. Na mistrzostwach piłkarz zagrał od pierwszej minuty w dwu meczach - ze Szwecją (0:5) i Danią (0:2). Żaden z następców Markowa nigdy więcej nie powołał go do kadry.

## Sukcesy piłkarskie
- mistrzostwo Bułgarii 1996 i Puchar Bułgarii 1996 ze Slawią Sofia
- mistrzostwo Bułgarii 2002 i Puchar Bułgarii 1998 i 2002 z Lewskim Sofia
- mistrzostwo Bułgarii 2004 i Superpuchar Bułgarii 2004 z Łokomotiwem Płowdiw